# Speed: Niebezpieczna prędkość
Speed: Niebezpieczna prędkość (tytuł telewizyjny: Speed: Niebezpieczna szybkość, tytuł oryginalny: Speed) – amerykański film sensacyjny z 1994 roku wyreżyserowany przez Jana de Bonta, z Keanu Reevesem i Sandrą Bullock w rolach głównych.
W 1997 roku premierę miał sequel filmu – Speed 2: Wyścig z czasem.

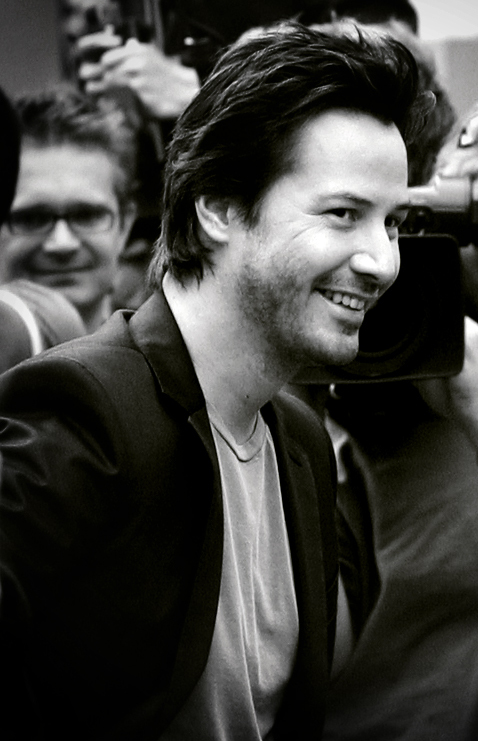
Keanu Reeves

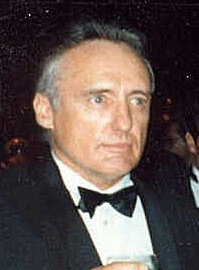
Dennis Hopper

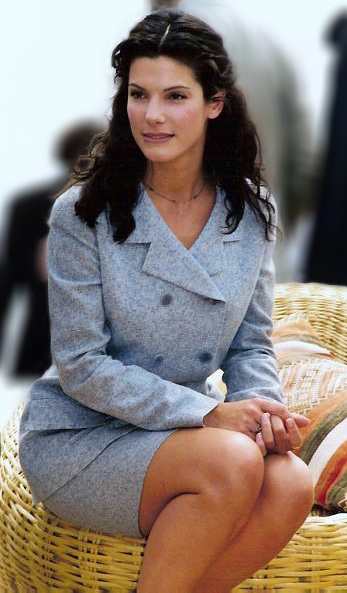
Sandra Bullock

## Fabuła
Zamachowiec podkłada ładunki wybuchowe w windzie w jednym z wieżowców w Los Angeles. Winda spada, lecz zatrzymują ją między piętrami hamulce bezpieczeństwa. Na miejsce przybywa oddział SWAT. Terrorysta domaga się 3 mln dol., inaczej wysadzi również hamulce. Do pomocy zostają wysłani dwaj funkcjonariusze – Jack Traven i Harry Temple, którzy urwaną windę doczepiają do liny dźwigu znajdującego się na dachu budynku. Zaraz po tym zamachowiec detonuje ładunki przy hamulcach. Policjantom udaje się uratować wszystkich pasażerów przed spadnięciem windy. Po chwili Jack i Harry odkrywają kryjówkę zamachowca w windzie towarowej. Ten im ucieka, powodując wybuch w garażu.
Następnego dnia Traven jest świadkiem ekspozji bomby w jednym z autobusów. Odebrawszy telefon od zamachowca, dowiaduje się od niego, że podłożył bombę również w innym autobusie, która wybuchnie jeśli autobus zwolni do prędkości 50 mil na godzinę. Traven dogania zagrożony autobus i wskakuje do niego. Na skutek nieporozumienia na pokładzie dochodzi do strzelaniny, w trakcie której raniony zostaje kierowca. Za kierownicą zasiada przypadkowa pasażerka, Annie Porter. Partner Jacka, Harry, który został w komisariacie, odkrywa tożsamość zamachowca – jest nim były policjant, sfrustrowany Howard Payne. W domu zamachowca czeka pułapka i Harry ginie w wybuchu.
Po kilkudziesięciu minutach jazdy Jack każe Annie zjechać na lotnisko. Tam Jack wysiada z autobusu i próbuje rozbroić bombę, która jest przyczepiona do podwozia. Jack odkrywa miniaturową kamerę w autobusie, za pomocą której zamachowiec monitoruje sytuację. Udaje się podłożyć fałszywy obraz transmisji, dzięki któremu zostają ewakuowani wszyscy pasażerowie.
Policjanci jadą na plac, gdzie zastawili na terrorystę pułapkę, podstawiając pieniądze znakowane farbą. Ten oprócz pieniędzy, porywa również Annie i ucieka do metra. W wagonie przykuwa ją do metalowej konstrukcji. Dogania ich Jack i nawiązuje się walka. Payne ginie w walce na dachu pociągu, lecz rozpędzonego wagonu nie można zatrzymać, a Annie nie może się oswobodzić. Jack zostaje z nią i zwiększa prędkość pociągu. Wagon wykoleja się i wyskakuje na Hollywood Boulevard. Oboje przeżywają incydent.

## Obsada
- Keanu Reeves – Jack Traven
- Dennis Hopper – Howard Payne
- Sandra Bullock – Annie Porter
- Joe Morton – Herb McMahon
- Jeff Daniels – Harry Temple
- Alan Ruck – Stephens
- Carlos Carrasco(inne języki) – Ortiz
- Richard Lineback(inne języki) – Norwood
- Hawthorne James(inne języki) – Sam
- Beth Grant(inne języki) – Helen
- Glenn Plummer – kierowca Jaguara

## Produkcja
Autobusem, na pokładzie którego rozgrywa się akcja filmu, był GM New Look TDH-5303. Podczas produkcji filmu wykorzystano około 10 egzemplarzy tego pojazdu.

## Nagrody
Film otrzymał w 1995 dwie Nagrody Akademii Filmowej za dźwięk i montaż dźwięku oraz był nominowany w kategorii montaż.